# Josef Demel
Josef Demel (5. února 1823 – 16. října 1901 nebo 1908 Hustopeče) byl rakouský právník a politik české národnosti z Moravy, během revolučního roku 1848 poslanec Říšského sněmu.

## Biografie
Roku 1849 se uvádí jako Joseph Demel, absolvent práv z Prostějova. Je též uváděn jako notář. Uvádí se etnicky jako Slovan bez barvy (tedy bez výraznější národní a politické orientace).
Během revolučního roku 1848 se zapojil do veřejného dění. Ve volbách roku 1848 byl zvolen i na ústavodárný Říšský sněm. Zastupoval volební obvod Prostějov. Tehdy se uváděl coby vystudovaný právník. Řadil se k sněmovní pravici. Zapojil se mj. do debat o náhradách za zrušení poddanství. Patřil mezi pět nejmladších poslanců a jako takový byl zvolen za zapisovatele.
V některých pramenech je výslovně řazen mezi poslance německé národnosti, na zasedání parlamentu v Kroměříži ale patřil do moravského poslaneckého klubu. V prosinci 1899 po smrti poslance Smolky byl Demel uváděn jako jeden z posledních deseti žijících poslanců Říšského sněmu z roku 1848. Zemřel roku 1908.
Jeho vnukem byl meziválečný československý politik německé národnosti Othmar Kallina.